# Israelitische Kultusgemeinde Cham
Die Israelitische Kultusgemeinde Cham war die jüdische Gemeinde in Cham. Sie bestand von 1886 bis 1939 und von 1945 bis 1948.

## Geschichte

### 13. bis 18. Jahrhundert
Erstmals werden 1298 Juden in Cham schriftlich erwähnt. Im 14. Jahrhundert wurden mehrere Juden in Cham namentlich genannt, die vom Geld- und Pfandverleih lebten. Sie waren wahrscheinlich aus Regensburg zugezogen.
Es werden genannt 1336/37 „Töfel“ und 1368/71 „Aron der Jude zu Cham“.
1337 fand in Deggendorf ein Pogrom statt, bei dem die jüdische Bevölkerung der Stadt völlig vernichtet wurde. Diesem Pogrom wurde die danach erbaute Grabkirche gewidmet. Zur Verherrlichung dieses Massenmordes fanden noch bis zum Jahr 1968 Wallfahrten zur Grabkirche statt. Die anschließende Judenverfolgung wirkte sich auch auf die Juden in Cham aus.

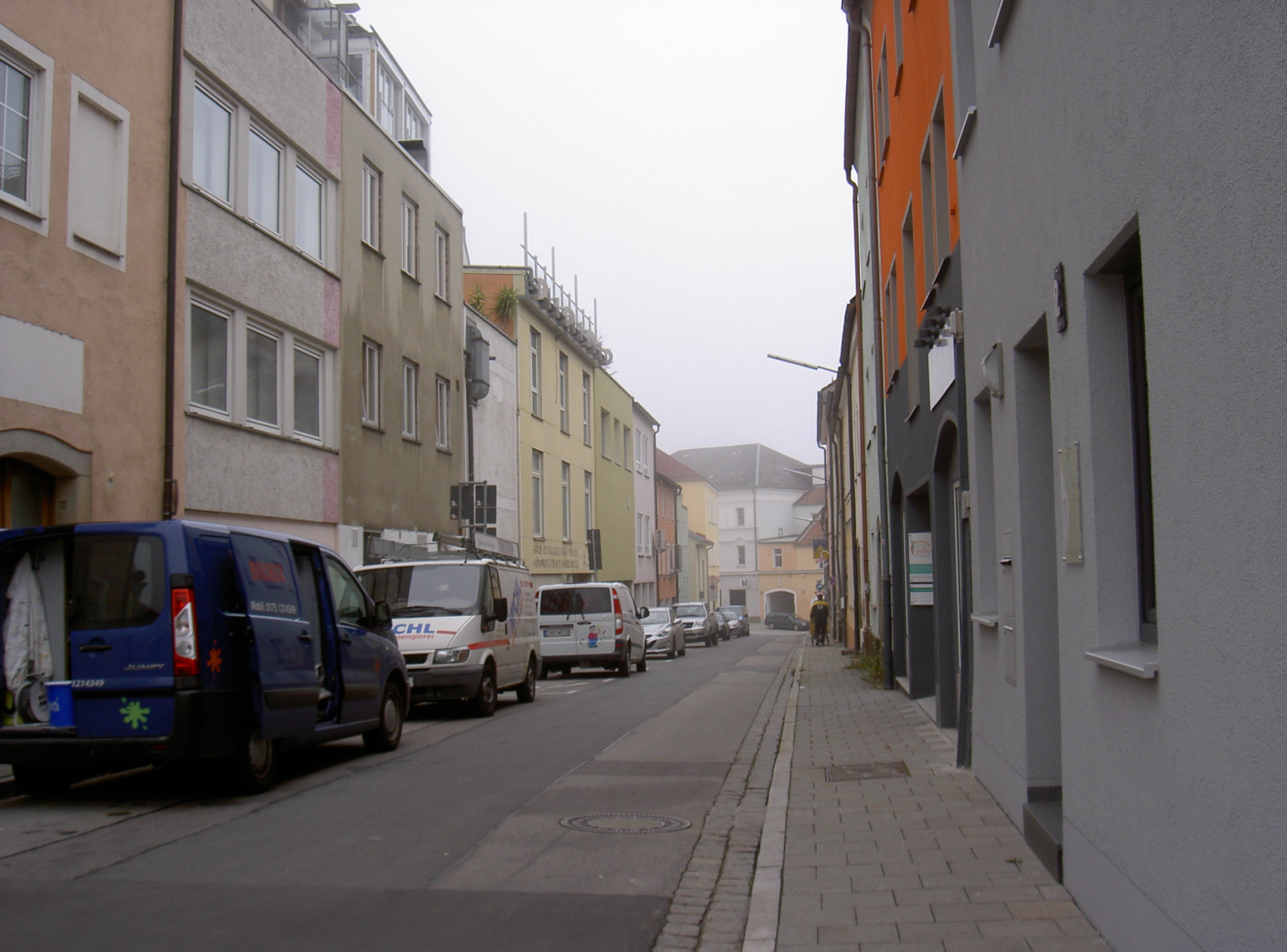
Cham, Judenstraße

Von 1468 bis 1491 wohnten fünf jüdische Familien in der bis heute bestehenden Judengasse in Cham. Es wurde mehrfach versucht, sie aus Cham zu vertreiben. Nach 1556 gab es keine Juden mehr in Cham. Bis in das 19. Jahrhundert bestand für Cham ein generelles Niederlassungsverbot für Juden.

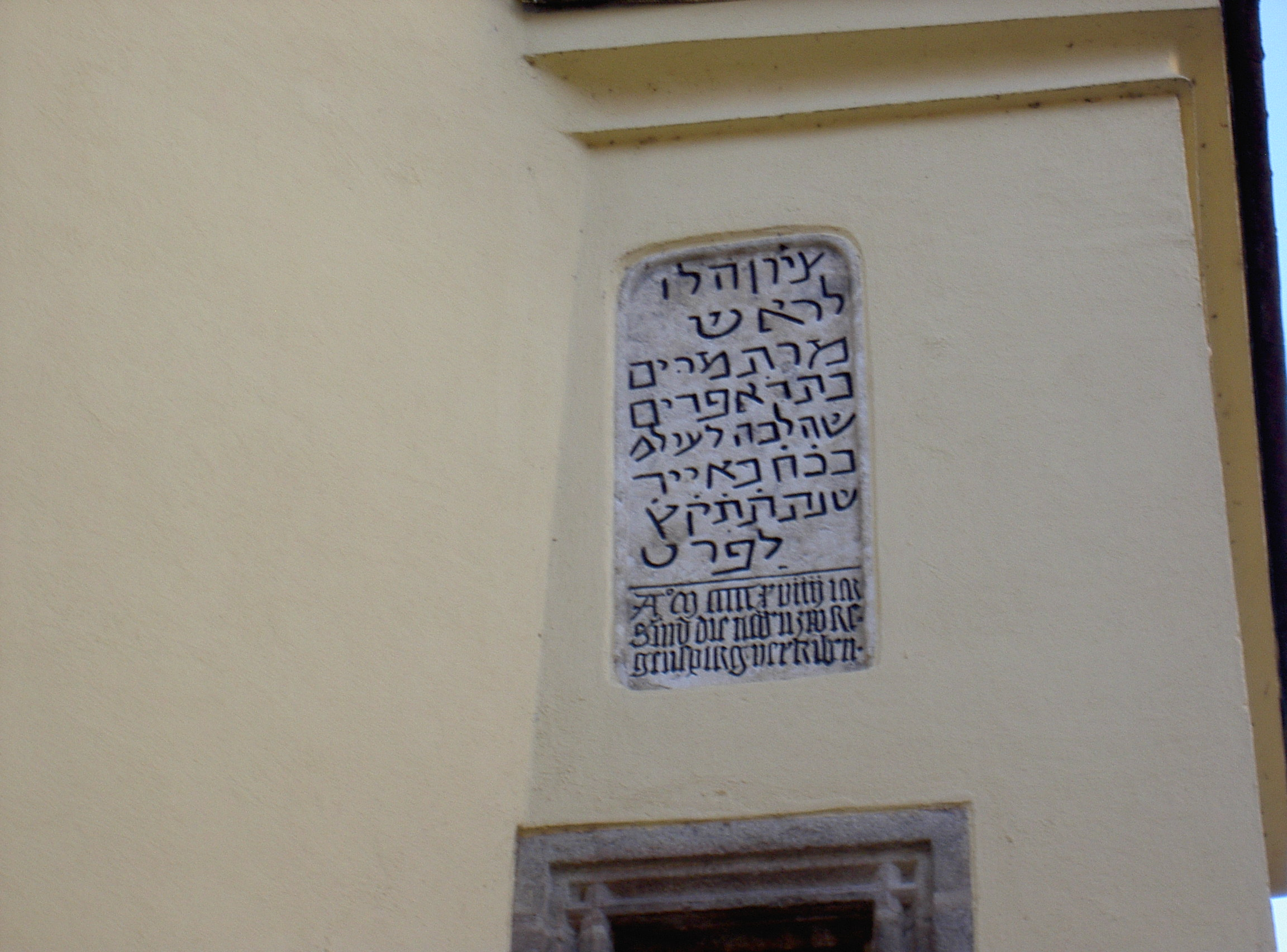
Jüdischer Grabstein an der Fassade des Chamer Rathauses

Ein jüdischer Grabstein aus dem Jahr 1230 vom israelitischen Friedhof in Regensburg ist an der westlichen Fassade des Chamer Rathauses eingemauert. Auf dem Grabstein steht auf Hebräisch, dass es sich um das Grab von Mirjam handelt, der Tochter des Ephraim, die am 28. Mai 1230 verstarb. Darunter ist eine Inschrift mit lateinischen Buchstaben eingemeißelt: „Im Jahre 1519 sind die Juden zu Regensburg vertrieben“. Diese Grabsteine wurden nach der Ausweisung der Juden aus Regensburg im Jahr 1519 in die Umgebung verschickt, um von dieser Vertreibung zu zeugen. Es gibt solche Grabsteine vom Regensburger jüdischen Friedhof auch in Kelheim und Straubing.

### 19. Jahrhundert bis 1942
Das Bayerische Judenedikt von 1813 gewährte den Juden in Bayern erstmals bürgerliche Rechte und Glaubensfreiheit.
Allerdings wurde durch den sogenannten Matrikelparagrafen, der bis 1861 bestand, die Anzahl der in den bayerischen Orten ansässigen Juden beschränkt.
Hochzeiten mussten von der Obrigkeit genehmigt werden.
Paragraf 13 des Judenediktes machte für die Neuansiedlung von Juden die folgenden Bedingungen:
§ 13 Die Ansässigmachung über die Zahl an denselben Orten, wo sich bereits Juden befinden, oder die Ansässigmachung in Orten, wo noch keine Juden sind, kann nur von der allerhöchsten Stelle, und wird auch von derselben nur unter den nachstehenden Voraussetzungen bewilligt werden: 1. wegen Errichtung von Fabriken oder großen Handelsunternehmungen; 2. bei Ergreifung eines ordentlichen Handwerks, wenn sie die Ausübung eines Meisterrechts erhalten haben; 3. wenn sie soviel an Grund und Boden zur eigenen Bearbeitung erkaufen, worauf eine Familie vom Feldbau, ohne darneben Handel zu treiben, sich gut ernähren kann. […]
1861 wurden die Niederlassungsbeschränkungen für Juden aufgehoben.
1863 ließ sich Isaak Lazarus Boscowitz aus Floß in Cham nieder und eröffnete dort das Tuchgeschäft „Tuch- & Buksin-Lager“.
Bis 1867 stieg die Anzahl der jüdischen Einwohner von Cham auf 13.
Durch die Bismarcksche Reichsverfassung von 1871 wurden die Juden im Deutschen Reich den nichtjüdischen Bürgern völlig gleichgestellt und alle Beschränkungen beseitigt.
In den folgenden Jahren stieg die Anzahl der Juden in Cham verbunden mit Geschäfts- und Firmengründungen.
Beispiele für solche jüdischen Geschäfte und Firmen in Cham sind: Schuhwarenhaus Benjamin Eisfeld, Kaufhaus Samuel Neuburger, Modehaus Gustav Bloch, Textilgeschäft Moritz Stern.
Außerdem wanderten Juden aus den böhmischen Gebieten nach Cham ein.
Entwicklung der Anzahl der jüdischen Einwohner von Cham:
| Jahr | Einwohner | % Anteil Einwohner Cham |
| ---- | --------- | ----------------------- |
| 1871 | 26        | 0,9 %                   |
| 1880 | 43        | 1,2 %                   |
| 1890 | 55        | 1,5 %                   |
| 1900 | 68        | 1,7 %                   |
| 1910 | 80        | 1,8 %                   |
| 1924 | 81        | 1,8 %                   |
| 1933 | 66        | 1,3 %                   |
| 1939 | 20        |                         |
| 1940 | 6         |                         |
| 1942 | 2         |                         |

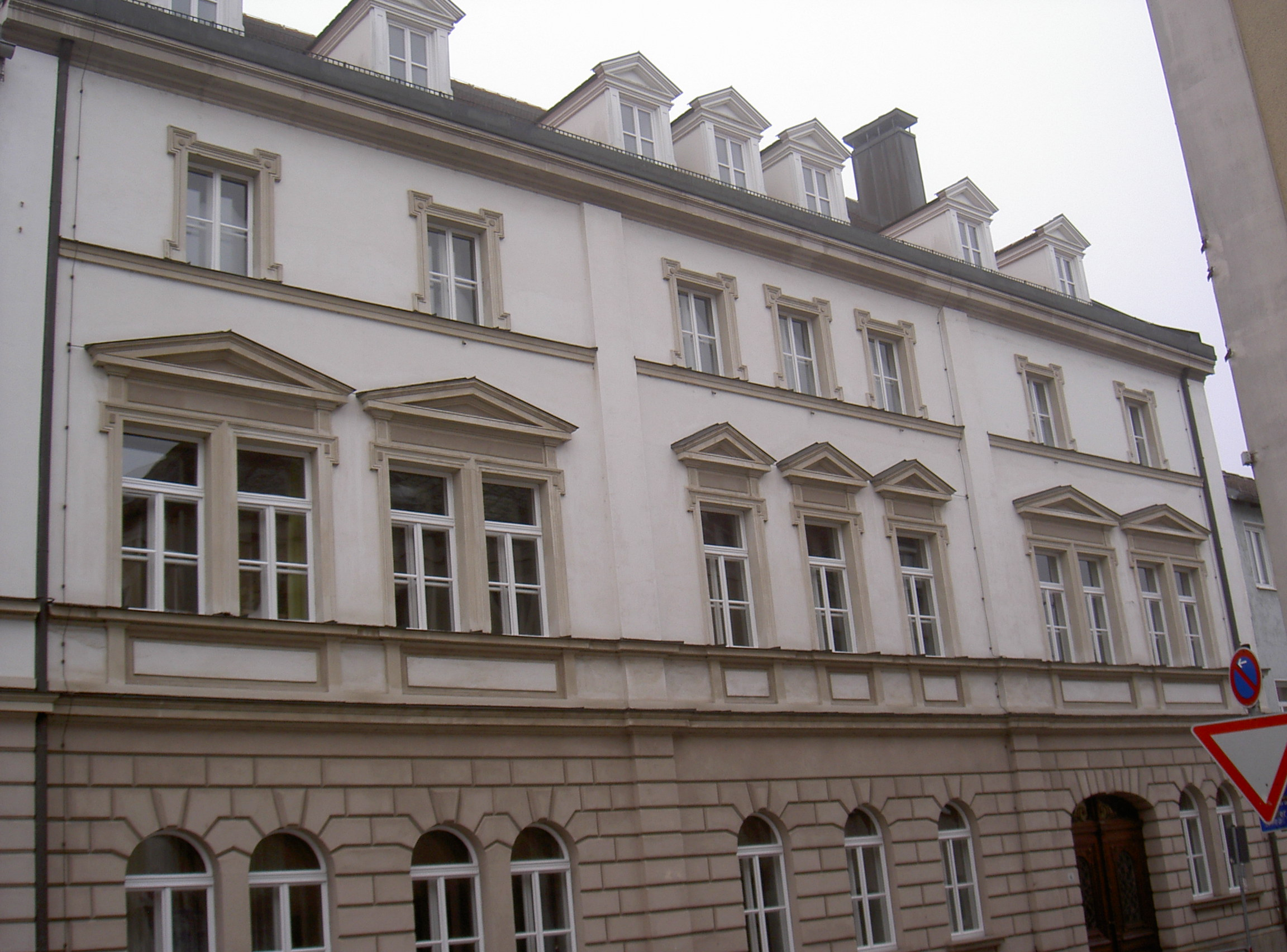
Cham Propsteistraße 4, ehemaliger jüdischer Betsaal

1886 wurde die Israelitische Kultusgemeinde Cham gegründet.
Zu ihr gehörten auch die Juden aus Furth im Wald, Kötzting, Roding, Waldmünchen, Neunburg vorm Wald, Neukirchen-Balbini, Tiefenbach, Viechtach und Walderbach.
1889 richtete die jüdische Gemeinde Cham bei Windischbergerdorf den heute noch bestehenden jüdischen Friedhof ein.
Als Betsaal diente seit 1895 der Festsaal im ersten Stock des Hauses Probsteistraße 4.
Dort wurde auch Religionsunterricht erteilt.
Die jüdische Gemeinde Cham hatte keinen eigenen Rabbiner, sondern wurde vom jeweiligen Bezirksrabbiner mit betreut. Es wurde von der jüdischen Gemeinde ein Lehrer besoldet, der den Religionsunterricht erteilte.
Dieser Lehrer leitete als Chasan die Gottesdienste und fungierte als Schochet.
Von 1915 bis 1937 wurde das Amt des Lehrers, Kantors und Schochets der jüdischen Gemeinde Cham ausgeübt durch:
Meir Godlewski (geboren: 23. Januar 1867 in Schradeck im Kurland, heute: Srednik, Bezirk Kaunas, Litauen, gestorben:  27. September 1939 in Konstanz, dort auf dem jüdischen Friedhof beerdigt, sein Grab ist erhalten).
Die Familie Godlewsky lebte im 19. Jahrhundert im Raum Amberg / Würzburg.
Aus ihr stammten auch die Kantore und Lehrer Moses, Leopold und Elias Godlewsky.
Elias und Leopold Godlewsky waren Kantor und Lehrer der jüdischen Gemeinde Amberg.
Mit der Machtergreifung durch die Nationalsozialisten wurden auch in Cham die Lebensbedingungen der Juden unerträglich.
Sie flohen in andere Städte oder ins Ausland.
Als 1942 die Deportation begann, lebten nur noch zwei Juden in Cham.
Einer der beiden war mit einem Christen verheiratet und blieb von der Deportation verschont.
Der andere war ein 62-jähriger Mann. Er wurde im April 1942 nach Regensburg gebracht.
Insgesamt wurden mindestens 33 Chamer Juden an ihren Zufluchtsorten gefunden und von den Nationalsozialisten ermordet.

### Ab 1945
Im April 1945 wurden Häftlingskolonnen aus dem KZ Flossenbürg bei Cham von der US-Armee befreit.
In Cham wurden von der United Nations Relief and Rehabilitation Administration (UNRRA) zwei Lager für Displaced Persons eingerichtet.
Dasselbe Gebäude in dem sich vorher der Betsaal der jüdischen Gemeinde befunden hatte, beherbergte nun eines dieser Lager.
Der Betsaal wurde renoviert und im September 1945 fand dort wieder Gottesdienst statt.
Eine neue jüdische Gemeinde mit 311 Mitgliedern ging 1945 aus einem jüdischen Komitee hervor, das sich nach der Befreiung gebildet hatte.
Viele Juden wanderten in den 1948 gegründeten Staat Israel und anderswohin aus.
Die Anzahl der Juden in Cham sank 1946 auf 260, 1973 auf 16.
Ab 1975 war die notwendige Zahl von 10 Männern unterschritten und der Betsaal wurde nicht mehr genutzt.
Im Gebäude befand sich nun eine Realschule, die den ehemaligen Betsaal als Aula nutzte.
1991 wurde im Eingangsbereich des Gebäudes eine Gedenktafel für die Opfer der nationalsozialistischen Herrschaft angebracht.